# Without You (Brooke Fraser sång)
"Without You" är den femte singeln från den nyzeeländska sångerskan Brooke Fraser. Singeln gavs ut den 17 januari 2005 som den femte och sista singeln från hennes debutalbum What to Do with Daylight.
Låten debuterade på plats 16 på den nyzeeländska singellistan den 24 januari och lyckades aldrig klättra högre upp på listan. Den låg totalt 9 veckor på listan och föll bort efter den 28 mars.
Officiell webbplats

## Listplaceringar
| Lista (2005) | Topplacering |
| ------------ | ------------ |
| Nya Zeeland  | 16           |